# Tout le monde en parle
Tout le monde en parle är en fransk pratshow. Titeln betyder "alla talar om det". Showen liknar den amerikanska kvällstalkshowen Politically Incorrect med Bill Maher där inbjudna gäster talar om pågående händelser, och är centrum för mycket prat och kontrovers.
Showen är ursprungligen från Frankrike på kanalen France 2 1998, med Thierry Ardisson som värd.

## Kanadensisk version
En version i Québec startade 2004 på Télévision de Radio-Canada med Guy A. Lepage som värd. Även om titeln och konceptet är det samma finns det inga andra samband och produktion och innehåll är helt olika.